# Théophile Camel
Théophile Camel né à Toulouse le 9 mai 1862 et mort à Paris le 29 janvier 1911 est un sculpteur français.
Il principalement connu pour ses sculptures de femmes.

## Biographie
Pierre Théophile Camel naît à Toulouse le 9 mai 1862. Il suit dans cette ville les cours de l'École des beaux-arts, puis devient élève de d'Alexandre Falguière aux Beaux-Arts de Paris. Il expose pour la première fois au Salon des artistes français en 1903 où il envoie une statue en plâtre intitulée Premier regret, qui obtient une mention honorable, et dont le marbre, l'année suivante, est récompensé d'une médaille de troisième classe. Quelques-unes de ses œuvres sont achetées par le conseil général de la Seine, par la Ville de Paris et par l'État.
Il meurt en janvier 1911 ; il habitait alors à Paris au 39, rue de la Tour-d'Auvergne.
Camel avait choisi la butte Montmartre comme « patrie d'adoption » et il y sculptait les femmes qu'il y rencontrait.

## Œuvres

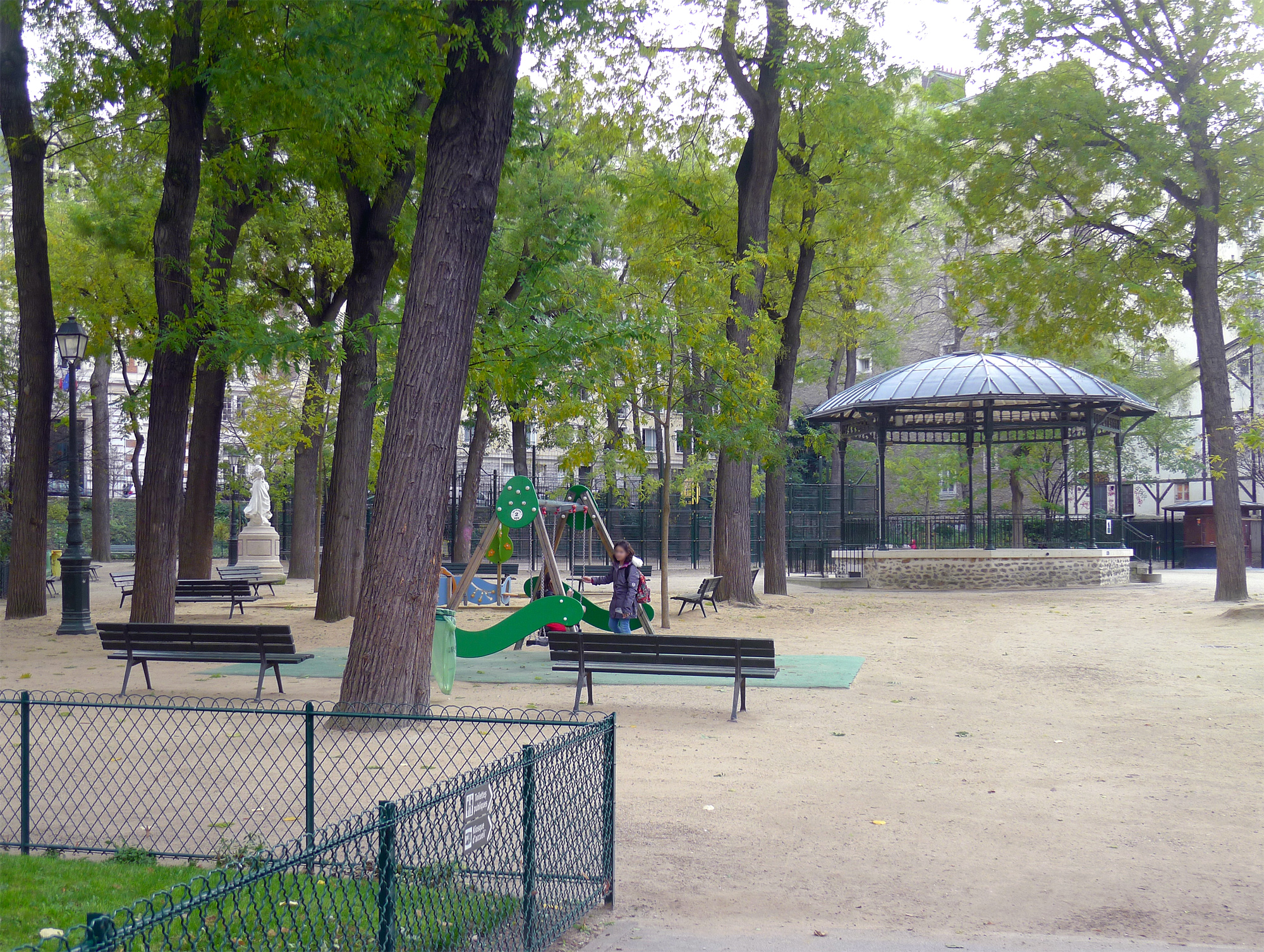
Montmartre (1907), groupe en marbre, Paris, square Carpeaux.

- Premier regret, statue en plâtre. Salon de 1903 (no 2598). Cette statue reparut en marbre au Salon de 1904 (no 2730) et fut acquise par le conseil général de la Seine. Déposée à Paris au Petit Palais, elle n'est plus localisée de nos jours.
- Montmartre, groupe en marbre. Salon de 1907 (no 2610). Ce groupe, acheté par la Ville de Paris, a été érigé dans le square Carpeaux. Le modèle en plâtre a figuré au Salon de 1905 (no 2916).
- Femme au lys, statuette en marbre. Salon de 1905 (no 2917).
- Maternité, groupe en plâtre. Salon de 1906 (no 2916). Ce groupe a été acheté par l'État.
- Portrait de Mlle du T…, buste de fillette en plâtre. Salon de 1906 (no 2907).
- Portrait de Mlle Marcelle Duthu, buste en marbre. Salon de 1907 (no 2611).
- L'Ère nouvelle, statue en plâtre. Salon de 1908 (no 2923). Cette statue reparut en marbre au Salon de 1909 (no 3081).
- Portrait du maître J. R…, buste en bronze. Salon de 1908 (no 2924).
- Portrait de Mme Charles Gaudrion, buste en marbre. Salon de 1909 (no 3085).
- Fleur d'ajonc, statue en plâtre. Salon de 1910 (n°3367). Cette statue, commandée par l'État, fut exposée en marbre au Salon de 1911 (no 3175).